# Górniczy Klub Sportowy Katowice (femminile)
Il Górniczy Klub Sportowy Katowice, meglio noto come GKS Katowice, è una squadra di calcio femminile polacca, sezione dell'omonimo club con sede nella città di Katowice. Milita nella Ekstraliga, il livello  di vertice del campionato polacco di categoria.
La squadra, che gioca le partite interne allo Stadio GKS Katowice, impianto dalla capienza di 6 710 posti e che condivide con la squadra maschile, al maggio 2025 ha conquistato due campionati polacchi e una coppa di Polonia.

## Storia
La squadra venne istituita nell'estate del 2015, basandosi sull'ossatura della sezione femminile dell'1. FC Katowice, dopo che il club, essendo retrocessa in I liga alla fine della sua ottava stagione, aveva deciso di dismettere.
Il GKS Katowice iscrisse la squadra al campionato III liga, il quarto livello del campionato polacco femminile, nella stagione 2015-2016, squadra che dato il livello dell'organico scalò velocemente le classifiche conquistando tre salti di categoria nelle tre prime stagioni di attività fino alla Ekstraliga Kobiet.
Dopo aver iniziato a giocare le sue partite casalinghe allo stadio Kolejarz Katowice, nella dzielnica di Piotrowice, a seguito della promozione in Ekstraliga la squadra si è trasferita al Podlesianki Katowice.
Giunta nel campionato di vertice, la squadra è cresciuta progressivamente di competitività, scalando le classifiche dal sesto posto dei primi due campionati fino al primo titolo del campionato 2022-2023, per poi riconquistare il campionato due stagione più tardi. Nel frattempo, tra i due titoli, nell'edizione 2023-2024 vince anche la sua prima Coppa di Polonia e disputa la sua sua prima edizione di UEFA Women's Champions League, conclusa però già al primo turno con due sconfitte.

## Palmarès
- Campionato polacco: 2

2022-2023, 2024-2025
- Campionato polacco femminile di seconda divisione: 1

2017-2018
- Coppa di Polonia: 1

2023-2024

## Organico

### Rosa 2024-2025
Rosa, ruoli e numeri di maglia come da sito ufficiale, aggiornati al 17 maggio 2025.
| N. |                    | Ruolo | Calciatore          |
| -- | ------------------ | ----- | ------------------- |
| 3  | Polonia (bandiera) | D     | Patrycja Michalczyk |
| 4  | Polonia (bandiera) | D     | Katarzyna Nowak     |
| 5  | Polonia (bandiera) | C     | Gabriela Grzybowska |
| 6  | Polonia (bandiera) | A     | Klaudia Maciążka    |
| 7  | Polonia (bandiera) | C     | Aleksandra Nieciąg  |
| 8  | Polonia (bandiera) | A     | Kinga Kozak         |
| 9  | Polonia (bandiera) | C     | Oliwia Malesa       |
| 10 | Polonia (bandiera) | A     | Amelia Bińkowska    |
| 11 | Polonia (bandiera) | C     | Karolina Bednarz    |
| 12 | Polonia (bandiera) | P     | Oliwia Macała       |
| 13 | Polonia (bandiera) | D     | Dominika Misztal    |
| 14 | Polonia (bandiera) | C     | Anita Turkiewicz    |
| 15 | Polonia (bandiera) | D     | Jagoda Cyraniak     |

| N. |                     | Ruolo | Calciatore           |
| -- | ------------------- | ----- | -------------------- |
| 16 | Polonia (bandiera)  | A     | Nicola Brzęczek      |
| 17 | Polonia (bandiera)  | D     | Kamila Tkaczyk       |
| 18 | Polonia (bandiera)  | A     | Oliwia Grzegorczyk   |
| 19 | Lettonia (bandiera) | A     | Santa Sanija Vuškāne |
| 21 | Polonia (bandiera)  | D     | Marlena Hajduk       |
| 23 | Polonia (bandiera)  | C     | Julia Włodarczyk     |
| 24 | Polonia (bandiera)  | C     | Klaudia Słowińska    |
| 27 | Polonia (bandiera)  | C     | Weronika Kaczor      |
| 31 | Polonia (bandiera)  | P     | Kinga Seweryn        |
| 33 | Polonia (bandiera)  | P     | Zuzanna Błaszczyk    |
| 47 | Polonia (bandiera)  | A     | Julia Langosz        |
| 89 | Polonia (bandiera)  | D     | Alicja Wojas         |
| 99 | Polonia (bandiera)  | C     | Weronika Baumert     |